# Computer-aided engineering

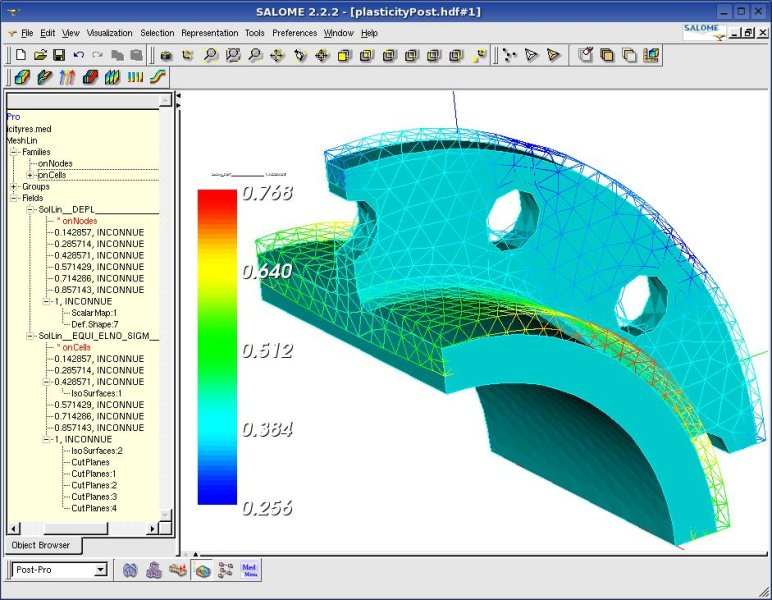
Icke linjär statisk analys av en 3D-struktur som utsätts för plastisk deformation

Datorstödd konstruktion, CAE eller Computer-aided engineering på engelska, är ett brett användningsområde med programvara för stöd vid uppgifter inom konstruktion och teknik. Området innefattar programvara för computer-aided design (CAD), computer-aided analysis (CAA), Computer-integrated manufacturing (CIM), Computer-aided manufacturing (CAM), Material requirement planning (MRP) och Computer-aided planning (CAP).  